# Aeroportul Biskra
Aeroportul Biskra (IATA: BSK, ICAO: DAUB) este un aeroport din Oumache, Ourlal District⁠(d), Provincia Biskra, Algeria ce deservește zona Biskra. Aeroportul a fost tranzitat în 2020 de 29.154 de pasageri. A fost numit după Mohamed Khider⁠(d).
Situat la o altitudine de 88 m, aeroportul dispune de 1 pistă.

## Infrastructură

### Piste
Aeroportul dispune de o singură pistă. Pista 13/31 are suprafața de asfalt și dimensiunile 2.900 m × 45 m. 